# Pihlajakarit (klippor)
Pihlajakarit är öar i Finland. De ligger i Finska viken och i kommunen Pyttis i landskapet Kymmenedalen, i den södra delen av landet. Öarna ligger omkring 12 kilometer sydväst om Kotka och omkring 100 kilometer öster om Helsingfors.
Arean för den av öarna koordinaterna pekar på är 1,7 hektar och dess största längd är 210 meter i öst-västlig riktning. Närmaste större samhälle är Kotka, 11,0 km nordost om Pihlajakarit.